# Mediendothyra
Mediendothyra es un género de foraminífero bentónico normalmente considerado un subgénero de Endothyra, es decir, Endothyra (Mediendothyra), pero aceptado como sinónimo posterior de Endothyra de la subfamilia Endothyrinae, de la familia Endothyridae, de la superfamilia Endothyroidea, del suborden Fusulinina y del orden Fusulinida. Su especie tipo era Plectogyra obscura. Su rango cronoestratigráfico abarcaba el Mississippiense (Carbonífero inferior).

## Discusión
Clasificaciones más recientes incluyen Mediendothyra en el suborden Endothyrina, del orden Endothyrida, de la subclase Fusulinana de la clase Fusulinata.

## Clasificación
Mediendothyra incluía a la siguiente especie:
- Mediendothyra kharaulakhensis †, también considerado como Endothyra (Mediendothyra) kharaulakhensis †
- Mediendothyra njurolensis †, también considerado como Endothyra (Mediendothyra) njurolensis †
- Mediendothyra novomosquensis †, también considerado como Endothyra (Mediendothyra) novomosquensis †
- Mediendothyra obscura †, también considerado como Endothyra (Mediendothyra) obscura †